# Stefan Stefański (wicewojewoda)
Stefan Stefański (ur. 1928, zm. 31 lipca 2021 w Niemczech) – polski działacz państwowy i menedżer, wiceprezydent Torunia (1973–1975), wicewojewoda toruński.

## Życiorys
Ukończył studia magisterskie. Był prezesem Związku Wojewódzkiego Ochotniczych Straż Pożarnych w Toruniu. Od 1962 do 1972 kierował Zakładami Włókien Chemicznych „Elana” w Toruniu. W latach 1973–1975 pełnił funkcję wiceprezydenta Torunia. Następnie po utworzeniu województwa toruńskiego od 1 czerwca 1975 do 30 listopada 1984 zajmował w nim stanowisko wicewojewody. Zawodowo pracował jako menedżer.
Był żonaty z marią. Zmarł w wieku 93 lat. 28 sierpnia 2021 pochowany na cmentarzu św. Jerzego w Toruniu.